# Jesper Kristensen
Jesper Kristensen est un footballeur danois, né le 9 octobre 1971 à Esbjerg.

## Biographie
En tant que milieu de terrain, il fut international danois à 4 reprises (1994-1995) pour aucun but marqué.
Il participa à la Coupe des confédérations 1995. Il fut titulaire dans tous les matchs (Mexique, Arabie saoudite et Argentine), se prenant un carton jaune en finale et remporte le tournoi.
Il joua dans deux clubs : Esbjerg fB et Brøndby IF. Il remporta un championnat danois, une coupe du Danemark et deux supercoupes du Danemark. Durant la saison 1995-1996, il joue les premiers matchs de la saison, mais il se blesse et met prématurément un terme à sa carrière. 

## Clubs
- 19..-1991 : Esbjerg fB
- 1991-1996 : Brøndby IF

## Palmarès
- Coupe du Danemark de football

- - Vainqueur en 1994
  - Finaliste en 1996
- Championnat du Danemark de football
  - Champion en 1996
  - Vice-champion en 1995
- Supercoupe du Danemark
  - Vainqueur en 1994 et en 1996
- Coupe des confédérations
  - Vainqueur en 1995